# آی‌ان‌اس ویر (کی۴۰)
آی‌ان‌اس ویر (کی۴۰) (به انگلیسی: INS Veer (K40)) یک کشتی است که طول آن ۵۶ متر (۱۸۴ فوت) می‌باشد.